# Oliver Goldsmith (1794–1861)
Oliver Goldsmith (1794-1861) – kanadyjski poeta, najbardziej znany jako autor poematu The Rising Village, opublikowanego w 1825. 

## Życiorys
Jego rodzicami byli Henry Goldsmith i Mary Mason. Był stryjecznym wnukiem irlandzkiego pisarza Olivera Goldsmitha. W młodości imał się różnych zawodów. Praktykował w szpitalu, ale nie wytrzymywał widoku ówczesnych metod leczenia; terminował w sklepie żelaznym, ale został zwolniony za lenistwo; potem zatrudnił się w księgarni, żeby w końcu podjąć pracę w kancelarii prawniczej. Dzięki wpływom ojca, który był komisarzem, w 1810 został zatrudniony jako cywilny pracownik komisariatu armii. W 1814 jego funkcja została potwierdzona. Dużo podróżował służbowo. Odwiedził między innymi Hongkong. W 1855 zły stan zdrowia zmusił go do powrotu do Anglii. Przeszedł wtedy na rentę.
Nie założył rodziny. Mieszkał razem z siostrą.

## Twórczość
Najbardziej znanym dziełem poety jest liczący 528 linijek poemat The Rising Village, wydany w Londynie w 1825, porównywany z utworem The Deserted Village starszego Olivera Goldsmitha. Poemat został napisany rymowanym pentametrem jambicznym. Uchodzi za pierwsze dzieło poetyckie napisane przez rodowitego Kanadyjczyka.